# Ли Джон Су (футболист)
Ли Джон Су (кор. 이정수?, 李正秀?; род. 8 января 1980, Кимхэ, Кёнсан-Намдо) — южнокорейский футболист, центральный защитник. Автор первого гола Южной Кореи на Чемпионате мира 2010. Бронзовый призёр Кубка Азии 2011 года.

## Карьера
15 февраля 2018 года Ли подписал контракт с клубом USL «Шарлотт Индепенденс». В подэлитном дивизионе США дебютировал 31 марта 2018 года в матче против «Атланты Юнайтед 2», забив автогол. 28 сентября 2018 года Ли объявил о завершении футбольной карьеры.

### Голы за сборную
| № | Дата            | Место проведения                                  | Оппонент  | Счёт | Результат | Соревнование        |
| - | --------------- | ------------------------------------------------- | --------- | ---- | --------- | ------------------- |
| 1 | 5 сентября 2009 | «Сеул Уорлд Кап Стэдиум», Сеул, Республика Корея  | Австралия | 2:0  | 3:1       | Товарищеский матч   |
| 2 | 18 января 2010  | «Сьюдад де Малага», Малага, Испания               | Финляндия | 0:2  | 0:2       | Товарищеский матч   |
| 3 | 12 июня 2010    | «Нельсон Мандела Бэй Стэдиум», Порт-Элизабет, ЮАР | Греция    | 1:0  | 2:0       | Чемпионат мира 2010 |
| 4 | 22 июня 2010    | «Мозес Мабида Стэдиум», Дурбан, ЮАР               | Нигерия   | 1:1  | 2:2       | Чемпионат мира 2010 |
| 5 | 25 марта 2011   | «Сеул Уорлд Кап Стэдиум», Сеул, Республика Корея  | Гондурас  | 1:0  | 4:0       | Товарищеский матч   |